# Istituto nazionale per l'assicurazione contro gli infortuni sul lavoro
L' Istituto Nazionale per l'Assicurazione contro gli Infortuni sul Lavoro ou INAIL (« Institut national d'assurance contre les accidents du travail ») est une société statutaire italienne placée sous la tutelle du ministère du Travail et des Politiques sociales. Son siège social est situé dans la tour INAIL à l'EUR à Rome. 

## Histoire
Établi avec l'arrêté royal n. 264 du 23 mars 1933 n. 264, l'Istituto nazionale fascista per l'assicurazione contro gli infortuni sul lavoro ou INFAIL (« Institut national fasciste d'assurance contre les accidents du travail ») avait pour but de défendre les victimes d'accidents du travail via des assurances obligatoires. INFAIL, une fusion de Cassa nazionale infortuni (« Fonds national pour les accidents ») et Casse private di assicurazione (« Fonds privés d'assurance »), a augmenté les événements assurés au cours des années et a adsorbé des entités mineures. Après la chute du fascisme en Italie, INFAIL est renommé INAIL. 
En 1965, les principes fondamentaux de l'assurance-accidents en Italie sont définis par une loi complétée par la suite. Dans les années 1990, l'INAIL assume l'activité d'information, de conseil et d'assistance dans le domaine de la sécurité et de la santé au travail,. 
En 1999, l'assurance devient obligatoire pour les femmes au foyer ou les hommes de maison (entre 18 et 65 ans) ne travaillant pas sous contraintes de subordination, s'occupant gratuitement de leur famille et de leur domicile. 
En 2000, l'INAIL a reçu plus de fonctions et la protection a été étendue pour inclure l'intégrité psychophysique d'un travailleur blessé (blessure biologique) et les accidents sur le chemin travail-domicile. L'assurance a en outre été étendue aux travailleurs para-subordonnés, aux cadres et aux sportifs professionnels. 
En 2010, l'INAIL absorbe les fonctions de l’Istituto superiore per la prevenzione e la sicurezza del lavoro (ISPSES) (« Institut supérieur pour la prévention et la sécurité au travail ») et de l'Istituto di previdenza per il settore marittimo (IPSEMA) (« Institut de sécurité sociale pour la maritime »). L'INAIL devient le centre national unique de prévention, de sécurité et de recherche en matière de sécurité sur les lieux de travail.

## Organisation
L'INAIL, qui a son siège à Rome, est dirigé par un président, nommé par le chef de l'État, un conseil d'administration, composé de représentants des entrepreneurs et des travailleurs, un comité exécutif, un comité technique et un conseil de commissaires aux comptes.

## Lois et compétences
Toutes les lois régissant l'INAIL sont incluses dans le décret du président de la République italienne n. 1124 du 30 juin 1965. Dès l'entrée en vigueur de ce décret, les accidents du travail, la maladie professionnelle ainsi que l'incapacité liées à l'activité de travail sont assurées.
L'assurance INAIL est obligatoire. Les employeurs doivent verser une cotisation annuelle. Son montant est calculé à partir du millième des rétributions totales multiplié par le taux lié au risque effectif dont sont soumis les assurés. Le taux change en fonction du type d'entreprise et d'employés. 
L'INAIL vérifie la conformité aux lois des entreprises par des inspections effectuées de manière autonome ou conjointement à l'Istituto nazionale della previdenza sociale (INPS), Servizio per la prevenzione e la sicurezza negli ambienti di lavoro (SPSAL), les directions régionales et territoriales du travail, les carabiniers et de la Garde des finances. 
L'INAIL prend en charge les frais concernant les accidents du travail et les maladies professionnelles touchant les salariés et assimilés, soumis à l'assurance obligatoire, aussi bien l'invalidité temporaire (période d'absence du travail) que l'éventuelle invalidité permanente. Si l'employeur ne paie pas la cotisation, le salarié bénéficie néanmoins de la protection selon le principe de l'« automatisme des prestations ». 
Le paiement de la cotisation exonère l'employeur de sa responsabilité civile sauf en cas de faute flagrante entérinée par un jugement définitif du magistrat. Si la cotisation n'est pas versée dans les délais, des sanctions civiles sont appliquées.
L'INAIL mène des activités concernant la prévention des accidents, recherche des solutions (après la fusion avec l'ISPESL) et s'occupe de la réadaptation des travailleurs blessés avec son centre de Budrio. 
L'INAIL promeut l'adoption de mesures en faveur de la sécurité au travail en accordant des aides pécuniaires aux entreprises (ISI) (Incentivi di Sostegno alle Imprese). Avec ces fonds, les employeurs peuvent développer des projets liés à la réduction des risques d'accidents et de maladies professionnelles. 

### Assurance pour le travail à domicile
L'INAIL, parallèlement à l'assurance et à la protection des travailleurs étend l'assurance obligatoire aux hommes et femmes de 18 à 67 ans exerçant un travail exclusif, gratuit et sans contraintes de subordination dédié à la famille et à la maison. Pour les faibles revenus, la cotisation est prise en charge est par l'État.

## Statut constitutionnel et juridique du monopole de l'assurance INAIL
L'INAIL exerce une fonction d'assurance dans un régime de monopole garanti par la loi, mais cette condition a été remise en question ainsi que sa légalité, se référant à sa compatibilité avec le droit communautaire.
En 2000, les radicaux guidés par Marco Pannella et Emma Bonino ont présenté à la Cour constitutionnelle 16 millions de signatures pour proposer un référendum sur une vingtaine de questions, dont «l'abolition du monopole de l'INAIL», dans laquelle on demandait aux citoyens s'ils acceptaient la libéralisation de ce creneau. La Cour constitutionnelle rejette une grande partie des demandes, réduisant à sept le nombre de questions pour le référendum et annulant celle pour l'abolition du monopole de l'INAIL.
 
En 2002, la Cour de justice de l'Union européenne déclare la compatibilité du régime de l'INAIL avec les principes du traité concernant la liberté de concurrence, car il est considéré que cette entité dont le bur n'est pas de faire des bénéfices, n’exerce pas d'activité commerciale proprement dite.
En 2011, le think tank libériste Istituto Bruno Leoni relance sans succès la proposition de suppression du monopole de l'INAIL.